# Pinyeres

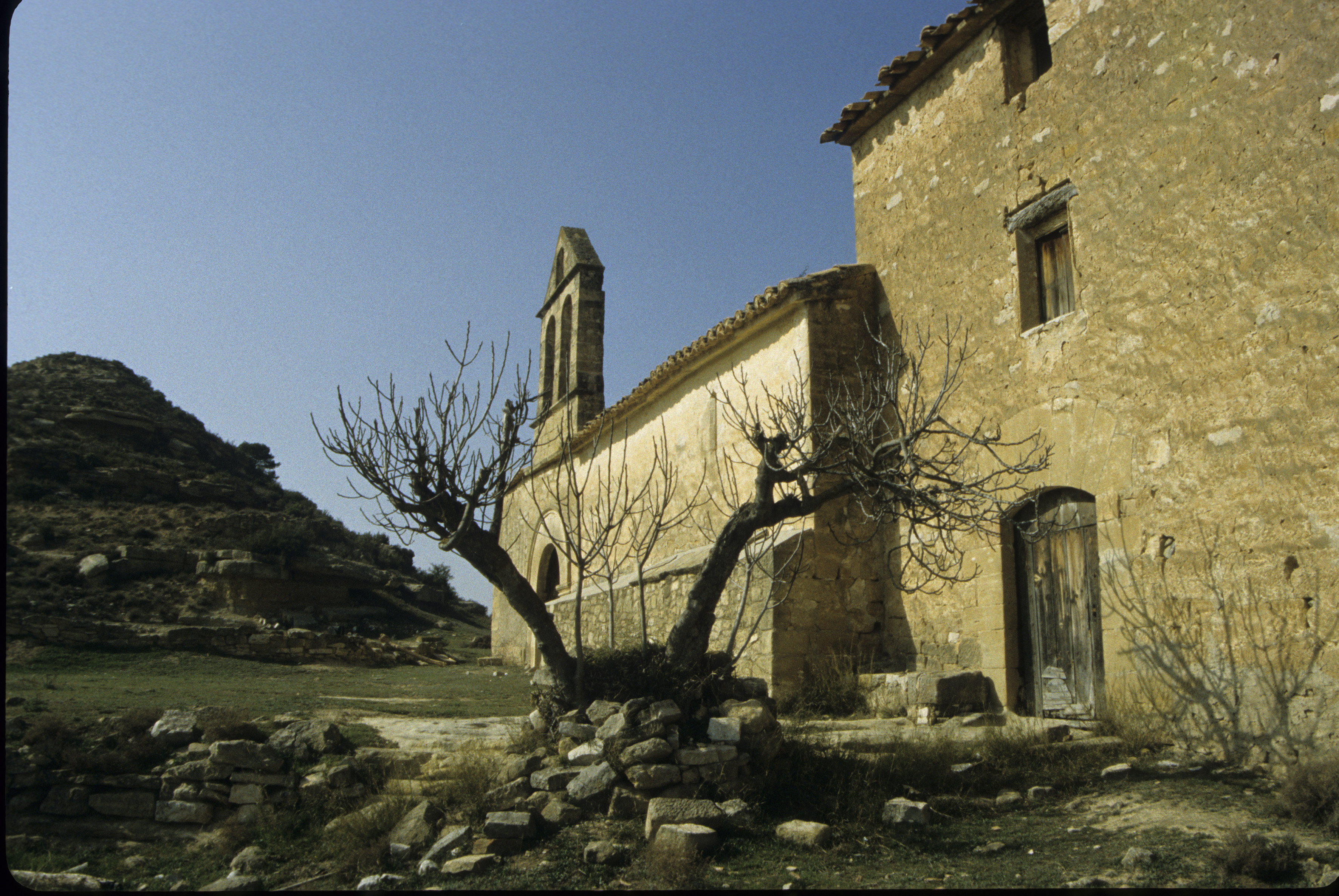
Església de la Transfiguració del Senyor de Pinyeres

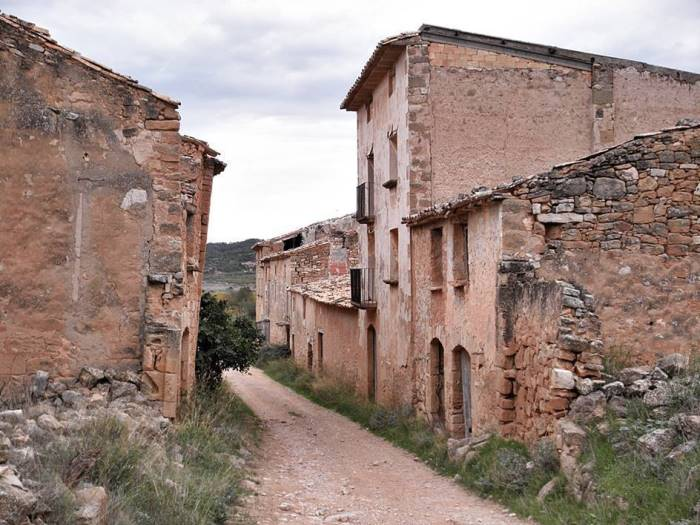
Vista del carrer principal de Pinyeres

Pinyeres és un nucli despoblat pertanyent a Batea i just al límit amb el municipi de Maella, ja a l'Aragó. Situat al costat del riu Algars, el nucli consta d'una desena de cases enderrocades o en mal estat, d'una casa forta i d'una església, dedicada a la Transfiguració del Senyor, que es troba en bon estat de conservació.

## Toponimia
El nom de l'indret pot trobar-se referit amb les grafies Piñeras i Pinyeres.

## Història
Al mateix lloc ja hi havia un gran poblat protohistòric, de temps anteriors a l'edat de ferro, on s'han fet diverses prospeccions arqueològiques que en demostren la importància. Durant el segle XII, en els primers temps de la conquesta cristiana, va ser un territori difícil de repoblar, en refugiar-s'hi bandes d'àrabs dissidents per la proximitat als Ports. El 1280 els templers van atorgar una nova carta de repoblament a Pinyeres a favor de repobladors arribats amb les seves famílies, que van començar a construir-hi l'església i engrandir el poble.
Cal destacar que les Riberes de l'Algars van ser territoris poblats pels templers, que van donar origen als nuclis actuals d'Horta de Sant Joan, Arnes, Caseres, Almudèfer, el mateix Pinyeres i Algars. Amb la dissolució de l'orde del Temple, el territori es va cedir al convent hospitaler de Casp, que era qui en cobrava els delmes. Cap al 1350, moment en què la pau i les collites havien prosperat, Pinyeres ja tenia trenta-vuit focs, o sigui, gairebé cent cinquanta habitants. Demogràficament, l'esplendor de Pinyeres es va assolir entre els segles XVIII i XIX, quan va arribar a tenir prop de dos-cents habitants, gràcies a les millores sanitàries i les bones produccions agrícoles. Va ser un nucli independent fins al 1841, moment en què, juntament amb Algars, es va agregar a Batea. Fins a mitjans del segle xix, l'indret, pertanyent a Batea, tenia contabilizades 8 cases. La localitat apareix descrita en el tretzè volumn del Diccionario geográfico-estadístico-histórico de España y sus posesiones de Ultramar de Pascual Madoz de la següent manera:
| «                        | PIÑERAS: ald. en la prov. de Tarragona (25 hor.), part. jud. de Gandesa (5), aud. terr., c. g. de Barcelona (40), dióc. de Tortosa (3), ayunt. de Batea (2). sit. cerca del r. Algas, con buena ventilacion y clima templado, aunque no de los mas sanos, pues se padecen con frecuencia fiebres intermitentes. Tiene 8 casas, un cast. ant. derruido, una igl. parr. (La Transfiguracion del Señor), de la que es aneja la de Algas, servida por un cura de ingreso, de provision real y ordinaria. El térm. confina con los de Batea y Algas. El terreno está todo cultivado, á escepcion de una pequeña parte montuosa, cubierta de pinos, encinas y matorrales, le fertiliza el r. Algas y le cruzan varios caminos locales que se hallan en mal estado. prod.: cereales, vino, aceite y fruías; cria ganado lanar; caza de perdices y conejos y pesca de madrillas y barbos. pobl.; unida á Batea. cap. prod.: 943,582. imp.: 28.307. | » |
| — (Madoz 1849, p. 51-52) | |   |

A partir de l'any 1900, algunes de les famílies de Pinyeres van emigrar als nuclis veïns de Batea, Maella i Favara, que quedaven relativament a prop de les finques agrícoles de Pinyeres i que disposaven de millors serveis mèdics i escolars. Per altra banda, Pinyeres va rebre un gran cop amb la Guerra Civil, quan l'església de la Transfiguració del Senyor es va cremar i devastar. Alguns dels joves del nucli van morir al front de la batalla, mentre que altres dels habitants van emigrar a Barcelona, concretament a Molins de Rei, on ja hi residien diferents famílies de Batea. A finals de la dècada dels 60 encara quedaven algunes families en masies diseminades com el Mas Nou, o el Mas de Fermín. El despoblament es va consolidar durant les dècades posteriors a la Guerra Civil i cap al 1970 va quedar completament abandonat. Actualment és un despoblat.

## Patrimoni
Pel que fa a l'estat actual del nucli, l'únic vestigi que s'hi conserva és l'església, del segle XIII i d'estil romànic la qual està sota l'advocació de La Transfiguració del Senyor., i també la casa del rector. Les altres cases es troben pràcticament enrunades. Tot i el despoblament, cal destacar que fins al 1936  a l'església encara es celebrava un aplec del dia 6 d'agost.
També hi ha  una casa forta la qual està declarada bé cultural d'interès nacional. L'origen de l'edifici podria ser del segle XIII o principis del XIV, quan els templers s'instal·len al lloc, potser aprofitant una construcció anterior.[1]
Hi ha una proposta de recuperació del nucli, per tal de dinamitzar l'espai i recuperar-ne la memòria. L'espai presenta importants extensions de conreus als peus del Tossal del Moro, disposant de grans planures de vinyes, arbres fruiters i oliveres. També hi destaca l'Espai d'Interès Natural (EIN) Ribera de l'Algars, de més de 2.000 ha, la majoria de les quals dedicades al conreu. A prop del nucli també hi transcorre el camí de Sant Jaume de l'Ebre.